# GR Singh Stadion
GR Singh Stadion – stadion piłkarski znajdujący się w mieście Lelydorp w Surinamie. Posiada nawierzchnię trawiastą. Może pomieścić 1000 osób.